# William Penn (Texas)
William Penn és una comunitat no incorporada al Comtat de Washington (Texas). Segons el Handbook of Texas la comunitat tenia 100 habitants l'any 2000. Es troba a l'àrea metropolitana del Greater Houston. William Penn és a la intersecció de Farm to Market Road 390 i County Road 75 a Jackson Creek, a unes 12 milles al nord-est de Brenham.

## Història
La localitat és a tres milles al sud d'Hidalgo Bluffs, on hi havia el town d'Hidalgo de la República de Texas al llarg del riu Brazos. Inicialment Isaac Jackson havia rebut una concessió de terres mexicanes. John G. Pitts, un altre membre de l’Old Three Hundred, la comprà el 1839. John C. Eldridge, un virginià que arribà a la zona el 1849, la denominà "William Penn" en honor al vaixell de vapor que feia escala als ports adjacents de Warren i Washington a la dècada del 1850.
L'Eldridge House fou construïda a William Penn pel primer constructor texà Robert Hallum cap al 1850. És l'única casa dissenyada per Hallum que encara està en peu. La casa fou un centre d'activitat fins al 1903, quan l'immigrant alemany Henry Muegge la comprà.
Antigament William Penn era una comunitat de plantacions formada per negres i angloamericans. Els immigrants alemanys s'hi començaren a instal·lar abans de la Guerra Civil; arribant a ser el principal grup ètnic de la comunitat.
El 1860 l'Església Evangèlica Luterana de Bethlehem s'establí a William Penn. El 1893 es va acabar de construir l'actual edifici de l'església, mentre que el 1861 s'hi forní el cementiri.
William Penn tenia una oficina de correus el 1873, que fou clausurada l'any 1916.
El 1878 el reverend Peter Klindworth organitzà a William Penn una conferència de representants dels sínodes luterans de Texas i Missouri.
El 1884 l'economia de William Penn era enterament agrícola, tanmateix el 1890 havia crescut el sector comercial i una indústria de fabricació de carretes. Cap al 1914 l'obertura de dues desmotadores de cotó impulsà l'economia local. L'última desmotadora en funcionament al comtat de Washington l'any 1988 fou ser Sommer's Gin, dirigida per cinc generacions de Sommers. Es trobava a prop de William Penn. Tanmateix, la ramaderia va fou la principal activitat de la ciutat a finals dels anys vuitanta.
La població va passar de 30 el 1884 a un màxim de 127 el 1904.
L'any 1930 hi havia 50 habitants; el 1952, n'hi havia 100, i el town tenia set negocis classificats. Malgrat la caiguda del comerç després de 1970, la població de William Penn es va mantenir al voltant de 100 entre 1990 i 2000. La població es va reduir a 40 el 2010.

## Educació
La congregació de l'església local va organitzar una escola el 1876. El districte escolar independent de Brenham dóna servei als estudiants de la zona.